# Distretto di Didao
Il distretto di Didao (滴道区S, DīdàoP) è un distretto della Cina, situato nella provincia di Heilongjiang e amministrato dalla prefettura di Jixi.